# The Monster
"The Monster" er en sang fra den amerikanske rapper Eminems album The Marshall Mathers LP 2 fra 2013. Sangen har gæstevokal af den barbadianske sangerinder Rihanna. Sangen er skrevet af Eminem, Rihanna, Jon Bellion, og Bebe Rexha, med produktion håndteres af Frequency. "The Monster", markerer det fjerde samarbejde mellem Eminem og Rihanna, efter "Love the Way You Lie" (2010), dens efterfølger "Love the Way You Lie (Part II)" (2010), og "Numb" (2012). "The Monster", blev udgivet den 29. oktober 2013 som den fjerde single fra albummet. Teksten beskriver Rihanna der kommer til livs med sine indre dæmoner, mens Eminem funderer over den negative virkninger af hans berømmelse.

## Priser og nomineringer
| År   | Ceremoni                | Pris                        | Resultat  |
| ---- | ----------------------- | --------------------------- | --------- |
| 2014 | Billboard Music Award   | Top Rap Sang                | Nomineret |
| 2014 | iHeartRadio Awards      | Sang af Året                | Nomineret |
| 2014 | iHeartRadio Awards      | Det Bedste Samarbejde       | Nomineret |
| 2014 | MTV Video Music Awards  | Bedste Mandlige Video       | Nomineret |
| 2014 | MTV Video Music Awards  | Det Bedste Samarbejde       | Nomineret |
| 2014 | MTV Video Music Awards  | Bedste Instruktion          | Nomineret |
| 2014 | MTV Europe Music Awards | Bedste Sang                 | Nomineret |
| 2015 | Grammy Awards           | Best Rap/Sung Collaboration | Vundet    |

## Hitlister
| Hitliste (2013–14)                               | Højeste placering |
| ------------------------------------------------ | ----------------- |
| Australien (ARIA)                                | 1                 |
| Belgien (Ultratop 50 Flanderen)                  | 1                 |
| Belgien (Ultratop 50 Vallonien)                  | 3                 |
| Brasilien (Billboard Brasil Hot 100)             | 8                 |
| Brasilien Hot Pop Songs                          | 1                 |
| Canada (Canadian Hot 100)                        | 1                 |
| Tjekkiet (Rádio Top 100)                         | 1                 |
| Tjekkiet (Singles Digitál Top 100)               | 1                 |
| Danmark (Track Top-40)                           | 1                 |
| Finland (Suomen virallinen lista)                | 1                 |
| Frankrig (SNEP)                                  | 1                 |
| Grækenland Airplay (IFPI)                        | 1                 |
| Grækenland Digitale Sange (Billboard)            | 1                 |
| Ungarn (Rádiós Top 40)                           | 1                 |
| Ungarn (Single Top 40)                           | 1                 |
| Irland (IRMA)                                    | 1                 |
| Italien (FIMI)                                   | 3                 |
| Japan (Japan Hot 100)                            | 8                 |
| Libanon (The Official Lebanese Top 20)           | 1                 |
| Mexico Anglo Chart (Monitor Latino)              | 1                 |
| Holland (Single Top 100)                         | 3                 |
| New Zealand (RIANZ)                              | 1                 |
| Norge (VG-lista)                                 | 1                 |
| Polen (Polish Airplay Top 100)                   | 1                 |
| Rumænien (Airplay 100)                           | 17                |
| Skotland (Official Charts Company)               | 1                 |
| Slovakiet (Rádio Top 100)                        | 1                 |
| Slovakiet (Singles Digitál Top 100)              | 1                 |
| Slovenien (SloTop50)                             | 7                 |
| Sydafrika (EMA)                                  | 1                 |
| Spanien (PROMUSICAE)                             | 3                 |
| Sverige (Sverigetopplistan)                      | 1                 |
| Schweiz (Schweizer Hitparade)                    | 1                 |
| Tyrkiet (Turkish Singles Chart)                  | 1                 |
| Tyskland (Official German Charts)                | 3                 |
| Storbritannien Singles (Official Charts Company) | 1                 |
| Storbritannien R&B (Official Charts Company)     | 1                 |
| USA Billboard Hot 100                            | 1                 |
| USA Hot R&B/Hip-Hop Songs (Billboard)            | 1                 |
| USA Adult Top 40 (Billboard)                     | 22                |
| USA Hot Latin Songs (Billboard)                  | 23                |
| USA Latin Airplay (Billboard)                    | 27                |
| USA Latin Pop Songs (Billboard)                  | 19                |
| USA Dance Club Songs (Billboard)                 | 22                |
| USA Mainstream Top 40 (Billboard)                | 1                 |
| USA Rhythmic (Billboard)                         | 1                 |
| Venezuela Pop Rock General (Record Report)       | 1                 |
| Østrig (Ö3 Austria Top 40)                       | 3                 |